# Renate Kohn (Tischtennisspielerin)
Renate Kohn (* 31. Januar 1935) ist eine ehemalige ostdeutsche Tischtennisspielerin. Sie nahm an der Weltmeisterschaft 1955 teil.
Kohn spielte im Verein SC Einheit Berlin, mit dessen Damenmannschaft sie 1956 und 1957 DDR-Meister wurde. Auch bei den Individualmeisterschaften war sie erfolgreich. Mit Monika Wiskandt gewann sie 1956 die DDR-Meisterschaft im Doppel nach einem zweiten Platz 1954. Ins Halbfinale kam sie 1956 im Einzel sowie 1957 im Doppel mit Gisela Moritz und im Mixed mit Heinz Reimann.
1955 wurde sie für die Individualwettbewerbe der Weltmeisterschaft in Utrecht nominiert. Hier schied sie im Einzel bereits in der Qualifikationsrunde gegen Elsie Carrington (England) aus. Auch das Doppel mit Hannelore Hanft unterlag in der ersten Runde den Japanerinnen Fujie Eguchi/Kiiko Watanabe. Im Mixed mit Lothar Pleuse überstand sie die Qualifikationsrunde durch Siege über André Steckler/Margo Van Wijk (Schweiz/Niederlande) und Peter Pudney/Jean Mackay (England). Danach war gegen Vilim Harangozo/Gertrude Pritzi (Japan/Österreich) Endstation.
Kohn ist verheiratet mit dem Tischtennisspieler Heinz Reimann.

## Turnierergebnisse
| Verband | Veranstaltung     | Jahr | Ort     | Land | Einzel | Doppel    | Mixed     | Team |
| ------- | ----------------- | ---- | ------- | ---- | ------ | --------- | --------- | ---- |
| GER     | Weltmeisterschaft | 1955 | Utrecht | NED  | Qual   | letzte 32 | letzte 64 |      |